# Eucinostomus melanopterus
Blanche drapeau, Friture, Friture argentée
Espèce
Statut de conservation UICN

 LC  : Préoccupation mineure
Eucinostomus melanopterus, le Blanche drapeau, la Friture ou la Friture argentée, est une espèce de poissons de la famille des Gerreidae qui se rencontre dans tous les milieux depuis l'eau douce jusqu'à l'eau de mer.

## Description
Eucinostomus melanopterus peut mesurer jusqu'à 30 cm de longueur totale mais sa taille habituelle est d'environ 23 cm.

## Répartition
Ce poisson se rencontre dans l'Atlantique ouest, depuis les côtes de la Floride jusqu'à celles de l'Uruguay en passant par le golfe du Mexique et les îles des Caraïbes et, dans l'Atlantique est, depuis les côtes de la Mauritanie et du Cap-Vert jusqu'à celles de l'Angola et de Sao Tomé-et-Principe.
Il est présent de la surface et jusqu'à 25 m de profondeur.

## Systématique
Le nom valide complet (avec auteur) de ce taxon est Eucinostomus melanopterus (Bleeker, 1863).
L'espèce a été initialement classée dans le genre Gerres sous le protonyme Gerres melanopterus Bleeker, 1863.
Ce taxon porte en français les noms vernaculaires ou normalisés suivants : Blanche drapeau,,, Friture,, Friture argentée,.
Eucinostomus melanopterus a pour synonymes :
- Eucinostomis melanopter (Bleeker, 1863)
- Eucynostomus melanopterus (Bleeker, 1863)
- Gerres bilobus Cuvier, 1830
- Gerres melanopterus Bleeker, 1863

### Étymologie
Son épithète spécifique, melanopterus, dérivé du grec ancien μέλας (mélas), « noir », et πτερόν (pterón), « nageoire », fait référence à la grande tache noire présente sur le bord supérieur de la nageoire dorsale.

### Publication originale
- (fr) P. Bleeker, « Mémoire sur les poissons de la côte de Guinée », Natuurkundige Verhandelingen van de Hollandsche Maatschappij der Wetenschappen te Haarlem, série 2, 1863, vol. 18, p. 1-136.